# Giulia Domenichetti
Giulia Domenichetti, née le 29 avril 1984 à Ancône, est une joueuse de football italienne. Elle joue au poste de milieu de terrain.

## Biographie
Elle joue dans le club de Torres Calcio Femminile. Elle fait partie de l'équipe d'Italie de football féminin depuis le 13 avril 2005.